# Malika Madi
Pour les articles homonymes, voir Malika et Madi.
 (décembre 2014).
Si vous disposez d'ouvrages ou d'articles de référence ou si vous connaissez des sites web de qualité traitant du thème abordé ici, merci de compléter l'article en donnant les références utiles à sa vérifiabilité et en les liant à la section « Notes et références ».
 (août 2021).
Malika  Madi (née en 18 novembre 1967) est une femme écrivain belge d'origine algérienne. Elle vit actuellement à Bruxelles. Elle est l’auteur de plusieurs romans.

## Biographie
Malika Madi est née en Belgique dans la région du Centre, à La Hestre. Elle est d’origine algérienne. En Algérie, son père habitait à la campagne près de Béjaïa. Il était cultivateur et produisait de l'huile d'olive. Il émigra en 1960 en Belgique pour travailler dans la mine.
En 1964, il fit venir sa famille, et trois ans plus tard Malika Madi naissait. Toute petite, elle se découvrit une passion pour l'écriture et la langue française. Avant d'écrire un vrai roman, elle commença par écrire des nouvelles. Quand elle eut fini ses études (elle est diplômée en gestion), elle se maria et eut rapidement un premier enfant. Elle se remit alors à l’écriture et publia en 2000 son premier roman, « Nuit d’encre pour Farah », récompensé par le Prix de la Première œuvre de la Communauté française de Belgique en 2001  et nommé pour le Prix des Lycéens (Belgique) en 2003.
Malika Madi a écrit un deuxième livre, Les Silences de Médéa (Labor, 2007, Luc Pire 2006) qui est en cours d’adaptation cinématographique[Quand ?]. En 2008, elle publie avec Hassan Bousetta un ouvrage essai qui aborde la problématique du racisme et des préjugés. 
Aujourd’hui, tout en continuant son travail d’écriture, elle dirige pour des jeunes des ateliers d'écriture et donne des conférences dans des bibliothèques de la Communauté Française. Elle rencontre aussi des élèves dans les écoles dans le cadre de l’opération « Écrivain en classe » organisée par le service de la Promotion des Lettres. À ce titre, elle est un des auteurs les plus sollicités en Communauté Française[réf. nécessaire].Les élèves l’adorent, appréciant particulièrement sa gentillesse, sa spontanéité et sa capacité à aborder tous les sujets avec simplicité et sans tabous.[réf. nécessaire]
Nuit d’encre pour Farah n’est pas autobiographique, même s’il y a entre l’auteur et Farah l’un ou l’autre point commun, comme l’origine algérienne et le goût pour la lecture. L’enfance de Malika Madi a baigné dans un environnement strict où l’on respectait la culture et la tradition musulmanes mais elle a pu faire ses propres choix de vie et trouver sa place entre deux mondes aux valeurs fort différentes. Si Nuit d'encre pour Farah est une fiction et que Farah, Lila, Latifa n'existent pas, il y a une part de chacune d'elles dans les femmes de sa génération issues du Maghreb. Certaines d’entre elles ont aussi connu le mariage forcé et le manque d'études.